# Per mille

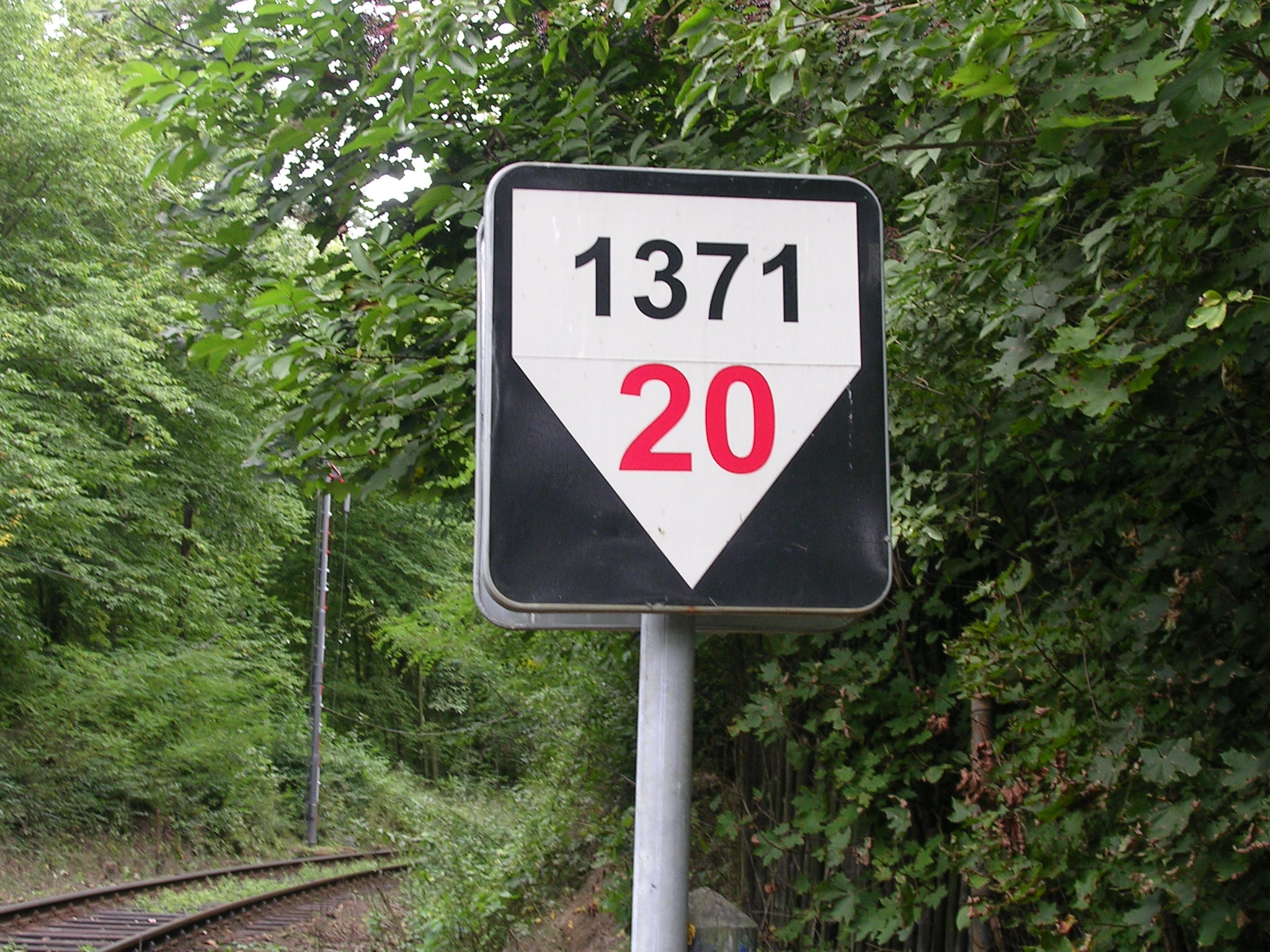
Segnale ferroviario in Repubblica Ceca che indica un tratto lungo 1371m col 20‰ di pendenza topografica, che è equivalente al 2%

Il per mille o permille è un decimo di un per cento o una parte per migliaio. Per esso viene utilizzato il simbolo ‰ (Unicode U+2030), analogo al simbolo del per cento (%) con un altro zero alla fine.
Un per mille è definito come:
1‰ = 10−3 = 1⁄1000 = 0,001 = 0,1%
Un per mille non va confuso con ppm, che indica le parti per milione, e ha al suo denominatore 1 000 000 e non 1 000.

## Esempi
Esempi del suo uso sono:
- per indicare la concentrazione di alcool nel sangue (in alcuni Stati);
- per indicare la salinità dell'acqua marina;[2]
- per indicare la pendenza di tunnel e ferrovie (in alcuni Stati);
- in numerosi indicatori demografici quali i tassi di natalità e di mortalità;
- per indicare la media battuta nel baseball, colloquialmente.
- nella denominazione delle quote dell'IRPEF che un contribuente italiano può destinare a una confessione religiosa (otto per mille) o ad organizzazioni e progetti socialmente rilevanti (cinque per mille).
- nella denominazione della property taxation negli Stati Uniti, che viene chiamata millage rate.